# Eparquía de Beirut de los sirios
La eparquía de Beirut de los sirios (en latín: Eparchia Berytensis Syrorum y en árabe: أبرشية أنطاكية البطريركية في لبنان‎) es una circunscripción eclesiástica de la Iglesia católica en Líbano. Se trata de una eparquía siria, inmediatamente sujeta al patriarcado de Antioquía de los sirios. Desde el 20 de enero de 2009 su eparca es el patriarca Ignacio José III Younan.

## Territorio y organización
La eparquía tiene 10 400 km² y extiende su jurisdicción sobre los fieles católicos de rito antioqueno sirio residentes en Líbano. 
La sede de la eparquía se encuentra en la ciudad de Beirut, en donde se halla la Catedral de Nuestra Señora de la Anunciación.
En 2021 en la eparquía existían 6 parroquias:
- Catedral de Nuestra Señora de la Anunciación, en Beirut;
- Mar Bahnam, en Fanar;
- Mar Anthatios, en Jounieh;
- Eglise de la St. Famille, en Sad El-Bouchrieh;
- St. Joseph, en Trípoli;
- Mar Ephrem, en Zahlé;
- Eglise St Therese, en Zahlé.

## Historia
No hay ninguna tradición que atestigüe la presencia de cristianos jacobitas en Beirut. Al morir asesinado por las autoridades otomanas el patriarca católico sirio Ignacio Pedro VI Shahbaddin el 4 de marzo de 1702, el patriarcado quedó vacante por ocho décadas y algunos obispos se refugiaron en el Líbano en donde era efectiva la protección maronita, del emir druzo y de los diplomáticos franceses. Cuando los católicos sirios volvieron a tener un patriarca en 1783, Ignacio Miguel III Jarweh, fue perseguido por las autoridades turcas y se refugió en las ruinas del monasterio de Kesroan en el Líbano. Siguieron sus pasos un grupo de sacerdotes y un gran grupo de familias. Ayudado por los maronitas y con fondos recolectados en Europa, Jarweh compró el 22 de septiembre de 1786 el lugar en donde fundó el monasterio de Charfé en Harissa, Monte Líbano, que dedicó a Nuestra Señora de la Liberación. 
El 22 de mayo de 1787 el papa Pío VI trasladó oficialmente la sede patriarcal desde Mardin a Charfé y el número de fieles en el Líbano se acrecentó en los años posteriores a la fundación del monasterio de Charfé.
En 1817 el patriarca Ignacio Simón II Zora estableció oficialmente la eparquía con el nombramiento del monje Antoine Diyárbekirlî, que guio a la comunidad de Beirut hasta 1841 a pesar de no tener una residencia o incluso una iglesia para las celebraciones. Dejó una comunidad de cien fieles.
En 1829 el gobierno otomano dio reconocimiento legal a la Iglesia católica siria, aprobando la separación civil y religiosa de las dos Iglesias sirias. En 1831 el patriarca Pedro Jarweh trasladó su residencia a Alepo y en 1850 volvió a trasladarse a Mardin.
Diyárbekirlî fue sucedido por Raphaël Hayek como obispo del Líbano, quien estableció la residencia en el monasterio de Charfé y en 1854 fue nombrado archieparca de Alepo. A partir de ese momento la sede libanesa fue dada en administración a vicarios patriarcales, casi todos simples sacerdotes. Durante algún tiempo el vicario patriarcal, obispo Antonio Kandelafte, residió en Beirut.
El 25 de marzo de 1878 el patriarca Ignacio Jorge V Chelhot asistió a la colocación de la primera piedra de la primera iglesia católica siria en Beirut, dedicada a San Jorge, que fue consagrada por el patriarca 27 de diciembre de 1884. Fue durante muchas décadas la catedral de la eparquía.
En partir de 1915 el patriarca Ignacio Dionisio Efrén II Rahmani trasladó la sede patriarcal de nuevo a Charfé con carácter provisional debido a que las condiciones en Anatolia eran muy desfavorables, dejando un vicario patriarcal en Mardin, y a principios de la década de 1920 pasó en forma definitiva a Beirut como eparquía patriarcal por aprobación papal. Las persecuciones y masacres que tuvieron lugar las regiones otomanas de Tur Abdin, Mardin y Nísibis durante la Primera Guerra Mundial hizo que más de la mitad de los 75 000 católicos sirios muriera. Los sobrevivientes huyeron a Siria, Irak y Líbano, en donde se establecieron principalmente en Beirut, Trípoli y Zahlé.
En 1991 la eparquía patriarcal fue transformada en exarcado patriarcal del Líbano, con el archieparca titular de Mardin de los sirios, Raboula Antoine Beylouni, como exarca patriarcal, pero en 1997 fue restablecido su estatus.
A consecuencia de la guerra civil siria un gran número de fieles en la Iglesia católica siria emigraron al Líbano desde 2011.

## Estadísticas
Según el Anuario Pontificio 2021 la eparquía tenía a fines de 2020 un total de 32 000 fieles bautizados.
| Año                                                                             | Población            | Población | Población      | Sacerdotes | Sacerdotes    | Sacerdotes    | Bautizados por sacerdote | Diáconos permanentes | Religiosos | Religiosos | Parroquias |
| Año                                                                             | Bautizados católicos | Total     | % de católicos | Total      | Clero secular | Clero regular | Bautizados por sacerdote | Diáconos permanentes | Varones    | Mujeres    | Parroquias |
| ------------------------------------------------------------------------------- | -------------------- | --------- | -------------- | ---------- | ------------- | ------------- | ------------------------ | -------------------- | ---------- | ---------- | ---------- |
| 1999                                                                            | 26 000               | ?         | ?              | 16         | 16            |               | 1625                     |                      |            | 9          | 7          |
| 2000                                                                            | 4500                 | ?         | ?              | 16         | 16            |               | 281                      |                      |            | 11         | 7          |
| 2001                                                                            | 20 000               | ?         | ?              | 16         | 16            |               | 1250                     |                      |            | 11         | 5          |
| 2002                                                                            | 4500                 | ?         | ?              | 13         | 12            | 1             | 346                      |                      | 1          | 7          | 5          |
| 2003                                                                            | 14 500               | ?         | ?              | 13         | 12            | 1             | 1115                     |                      | 1          | 7          | 5          |
| 2004                                                                            | 14 500               | ?         | ?              | 13         | 12            | 1             | 1115                     |                      | 1          | 7          | 5          |
| 2005                                                                            | 14 700               | ?         | ?              | 13         | 12            | 1             | 1130                     |                      | 1          | 7          | 5          |
| 2009                                                                            | 14 500               | ?         | ?              | 16         | 15            | 1             | 906                      |                      | 5          | 7          | 5          |
| 2012                                                                            | 100 000              | ?         | ?              | 19         | 14            | 5             | 5263                     | 3                    | 17         | 16         | 5          |
| 2015                                                                            | 32 000               | ?         | ?              | 13         | 13            |               | 2461                     | 5                    | 5          | 6          | 5          |
| 2018                                                                            | 32 000               |           |                | 13         | 12            | 11            | 2461                     | 6                    | 7          | 10         | 6          |
| 2020                                                                            | 32 000               | ?         | ?              | 13         | 11            | 2             | 2461                     | 6                    | 7          | 10         | 6          |
| Fuente: Catholic-Hierarchy, que a su vez toma los datos del Anuario Pontificio. |                      |           |                |            |               |               |                          |                      |            |            |            |

## Episcopologio
- Antoine Diyárbekirlî † (1817-16 de enero de 1841 falleció)
- José Hayek † (19 de marzo de 1841-18 de abril de 1854 nombrado archieparca de Alepo)
  - Sede administrada por vicarios patriarcales (1854-1910)
- Eparquía propia del patriarca de Antioquía de los sirios desde el 1910 (lista de patriarcas)